# Christopher Weissberg
Christopher Weissberg, né le 26 novembre 1985 à Neuilly-sur-Seine, est un homme politique français. Élu suppléant de Roland Lescure lors des élections législatives de 2022, il devient député de la première circonscription des Français de l'étranger (Amérique du Nord) le 5 août 2022.

## Biographie
Diplômé de l'Université de Montréal, du Collège d'Europe et de Sciences Po (Paris), il commence sa carrière professionnelle en tant que directeur de cabinet de la vice-présidente du Conseil régional d'Île-de-France de 2012 à 2014.
En 2020, il est nommé conseiller chargé des relations avec le Parlement et avec les élus des Français de l'étranger au cabinet de Jean-Baptiste Lemoyne, secrétaire d'Etat puis Ministre délégué chargé du tourisme, des Français de l'étranger et de la Francophonie.
Christopher Weissberg est également restaurateur à Saranac Lake, dans l'État de New York depuis 2010.

### Parcours politique
Installé au Canada, il a cofondé le comité d'En Marche de Montréal dont il a été référent principal de 2016 à 2017.

#### Député
Lors des élections législatives de 2022, il fait campagne en tant que suppléant aux côtés de Roland Lescure, élu au second tour. Il devient député de la première circonscription des Français de l'étranger (États-Unis et Canada) un mois après la nomination de Roland Lescure comme ministre de l'Industrie, et rejoint le groupe Renaissance.
Membre de la Commission des Affaires étrangères (Assemblée nationale), il est l'auteur d'un rapport sur l'exécution des peines prononcées par la Cour pénale internationale et co-rapporteur d'une mission d'information sur la politique de sanctions internationales. Il est également Président du Groupe d'amitié France - Etats-Unis de l'Assemblée nationale et Président délégué de la section française de l'Association interparlementaire France-Canada.